# Leipzig Eilenburger Bahnhof

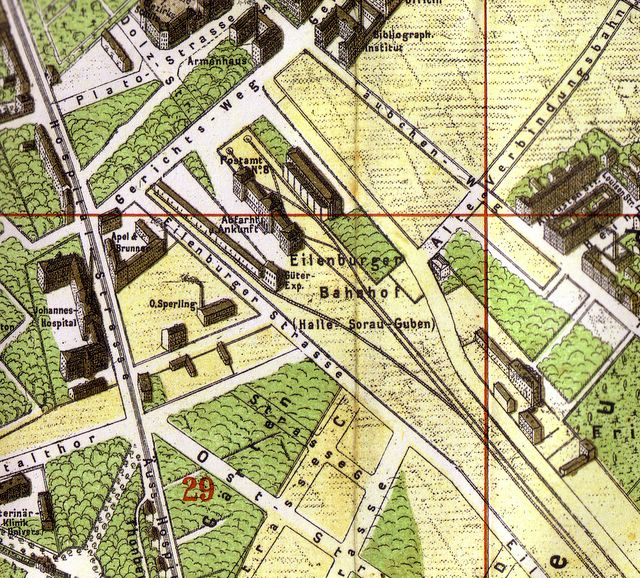
Eilenburger Bahnhof 1884.

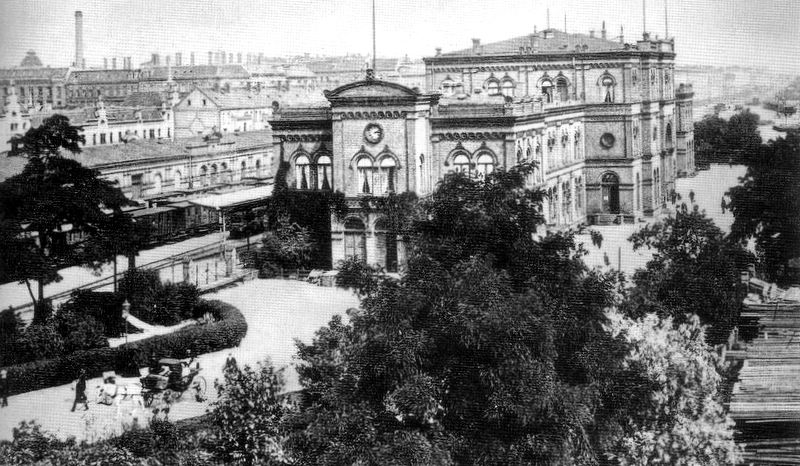
Eilenburger Bahnhof 1905.

Leipzig Eilenburger Bahnhof var en järnvägsstation i Leipzig. Stationen var passagerarstation på järnvägen Leipzig–Eilenburg från 1874 till 1942. En stor del av det gamla stationsområdet är idag Lene Voigts park.

## Historia
När stationen öppnade för trafik år 1874, hade Leipzig redan fem järnvägsstationer och blivit en av de viktigaste järnvägsnaven i Tyskland. Halle-Sorau-Gubener Eisenbahn-Gesellschaft  ville öka företagets lönsamhet och beslöt 1872 att bygga en linje till Leipzig på en 10 hektar stor tomt i Rüdnitz, som på den tiden var en egen kommun. Platsen för den nya stationen låg, i jämförelse med de andra stationerna i Leipzig, långt från staden. Den 1 november 1874 öppnades järnvägstrafiken mellan Leipzig och Eilenburg. 
Den 1 maj 1915 flyttades fjärrtågstrafiken, som tidigare gått  via Leipzig Eilenburger Bahnhof,  till nybyggda Leipzig Hauptbahnhof. Det innebar att den enda persontågstrafik som gick till Eilenburger Bahnhof var lokaltågen till och från Eilenburg. Stationens huvudsakliga funktion var dock hantering av gods och expressfrakt. Det sista persontåget lämnade stationen den 2 november 1942 mot Taucha.
Under åren som följde förstördes stationsområdet delvis och stationsbyggnaden totalförstördes genom flyganfall. Av denna anledning kunde anläggningen först användas för godshantering efter 1945. Under  1960-talet revs byggnaderna successivt. Fram till omkring 1973 genomfördes transporter till Eilenburgs station med upp till 20 godsvagnar per tåg. 
Omedelbart efter senaste millennieskiftet revs de sista spåren på bangårdsområdet upp och växlarna mellan bangården och omvärlden vid Leipzig Anger-Crottendorf och överbyggnaden av bron över Zweinaundorfer Straße togs bort.
I januari 1997 beslutade Leipzigs kommunfullmäktige att göra om området till en park, som senare fick sitt namn efter Lene Voigt.